# 珠海金湾空港
珠海金湾空港（じゅかいきんわんくうこう）は、中華人民共和国広東省珠海市金湾区に位置する空港。

## 概要
1995年6月に開港した。2006年の利用客は約80万人。2013年1月10日、珠海三灶空港より改称した。
中国国際空港展覧会、中国国際航空宇宙博覧会が開催される会場である。

## 就航航空会社
| 航空会社     | 就航地                                            |
| ------------ | ------------------------------------------------- |
| 中国南方航空 | 北京/首都、長沙、成都/双流、貴陽、上海/浦東、武漢 |
| 中国国際航空 | 北京                                              |
| 中国東方航空 | 上海浦東                                          |
| 中国西部航空 | 重慶                                              |
| 春秋航空     | 上海/虹橋                                         |
| 廈門航空     | 廈門、海口                                        |

## アクセス
- バス - 市内の香洲、吉大、拱北口岸、九洲港、横琴口岸方面へ運行されている。所要60〜90分。
- 鉄道 - 2024年2月3日、横琴口岸にある横琴駅（中国語版）を経由し、拱北口岸に隣接する広珠都市間鉄道の終点珠海駅（中国語版）とを結ぶ珠機都市間鉄道が開通した。空港から珠海駅までの所要時間は約40分である。